# Faraján
Faraján là một đô thị trong tỉnh Málaga, cộng đồng tự trị Andalusia, Tây Ban Nha. Đô thị này có diện tích 20,41 kilômét vuông, dân số năm 2018 là 248 người với mật độ 12 người/km². Đô thị này cách tỉnh lỵ Málaga 144 km.